# Maximilian Coudenhove

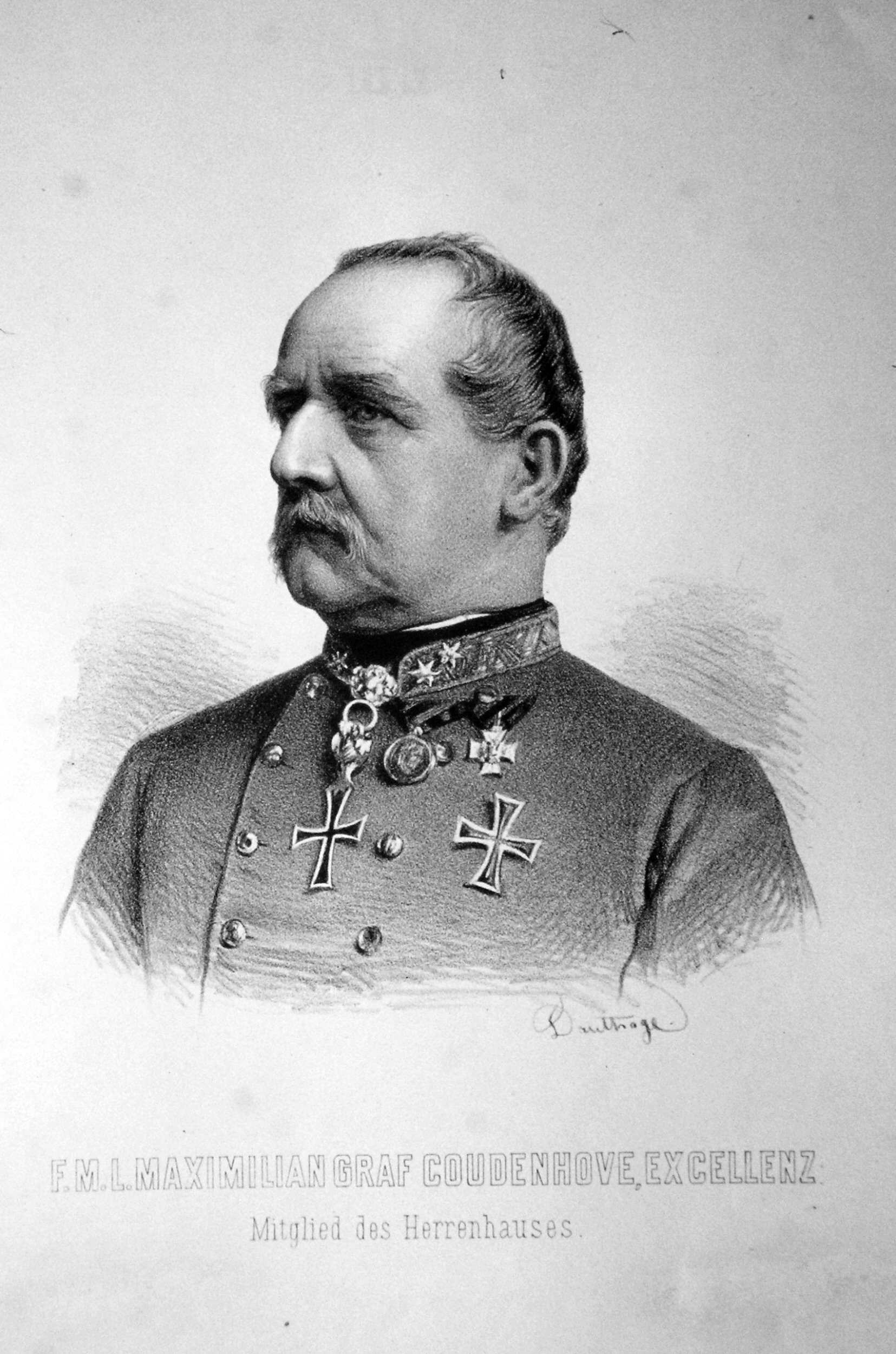
Graaf Maximilian Coudenhove

Graaf Maximilian Coudenhove (1 november 1805 - Wenen, 13 december 1889) was een Oostenrijks veldmaarschalk-luitenant en een lid van het Herenhuis, het hogerhuis van het Oostenrijkse rijksdeel van Oostenrijk-Hongarije.

## Biografie
Maximilian Coudenhove  stamde uit de familie Coudenhove, die afkomstig was uit het graafschap Vlaanderen, maar de Oostenrijkse Nederlanden verliet ten tijde van de Franse Revolutie. Hij was de tweede zoon van graaf Franz Coudenhove (1774–1838), proost van het kapittel van de Vyšehrad in Praag. Zijn moeder was Charlotte Wamboldt von Umstadt.
In 1854 werd hij bevorderd tot generaal-majoor en werd hij gestationeerd in het garnizoen van Rastatt. Tien jaar later werd hij bevorderd tot veldmaarschalk-luitenant. Niet lang daarna, in januari 1865, ging hij uiteindelijk met pensioen.
Coudenhove werd onderscheiden in de Duitse Orde, was keizerlijk en koninklijk echt geheimraad, keizerlijk en koninklijk kamerheer en lid van het Oostenrijkse Herenhuis. Hij was de vader van Heinrich von Coudenhove-Kalergi en de grootvader van Richard Coudenhove-Kalergi.